# Stenocaris pristina
Stenocaris pristina är en kräftdjursart som beskrevs av Wells 1968. Stenocaris pristina ingår i släktet Stenocaris och familjen Canthocamptidae. Inga underarter finns listade i Catalogue of Life.